# Jorge Ruffier Acosta
Jorge Ruffier Acosta (Pekín, 1908 - Distrito Federal, 5 de marzo de 1975)  fue un arqueólogo mexicano. En tanto que su padre se desempeñaba como diplomático del gobierno de Porfirio Díaz, Jorge Ruffier Acosta nació en la ciudad de Pekín (China) durante el mandato de la Dinastía Qing, aunque la fecha de su nacimiento no es bien conocida. Cuando murió a la edad de 67 años, era jefe de la Sección de Mantenimiento y Conservación del Departamento de Monumentos Prehispánicos del Instituto Nacional de Antropología e Historia (INAH) de México.
Acosta inició su carrera como arqueólogo en Guatemala, en 1928. Fue colaborador de Alfonso Caso en las excavaciones de Monte Albán, realizadas durante la década de 1930 y principios de los años 1940. Estas excavaciones dieron como resultado la definición de una secuencia histórica para esa ciudad localizada en los Valles Centrales de Oaxaca. En 1940 inició una serie de trece temporadas de trabajo de campo en Tollan-Xicocotitlan, más conocido como Tula, que a su vez permitieron el rescate de importantes piezas arqueológicas, entre ellas, los Atlantes de Tula; así como la restauración de los principales monumentos de la capital tolteca. Posteriormente participó en la restauración de Palenque y Teotihuacán.
En su memoria, el museo arqueológico de sitio en Tula, lleva su nombre. 
- Datos: Q6278525